# E8 (európai út)
Az E8 európai út Európa északi részén a Skandináv-félsziget keleti oldalán halad végig észak-déli irányban. Két országon halad át Norvégia és Finnország. Északi kiindulópontja Tromsø, Norvégia és a finnországii, Turkuig tart. 1992-ben vezették be az E8-as utat Tromsø–Tornio között. 2002-ben bővült az út, Tornio-Turku között. Régebbi utat E78-asnak nevezték, amit 1962-ben vezettek be. 

## Települései
- Norvégia: Tromsø, Nordkjosbotn, Skibotn
- Finnország: Kaaresuvanto, Muonio, Kolari, Pello, Ylitornio, Tornio, Keminmaa, Kemi, Oulu, Liminka, Raahe, Kalajoki, Kokkola, Vaasa, Pori, Rauma, Turku

## Norvégia

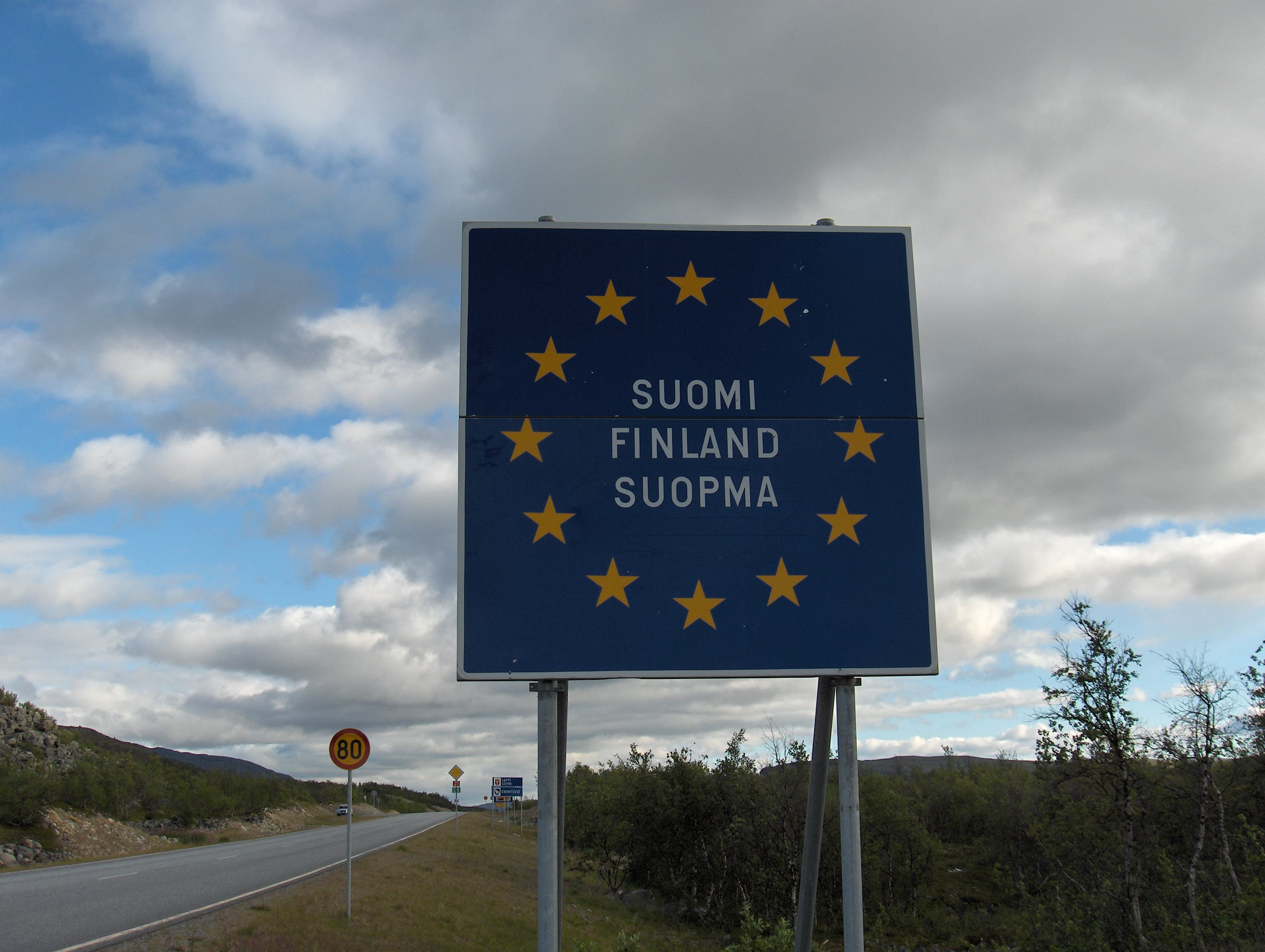
Az E8 finn-svéd határnál

Jelzés:
- E8: Tromsø - Skibotn

## Finnország
Jelzés:
- 21: Kaaresuvanto - Tornio
- 29: Tornio - Keminmaa
- 4: Keminmaa - Liminka
- 8: Liminka - Turku